# زرنق (تبریز)
زرنق یکی از روستاهای استان آذربایجان شرقی است که در دهستان مهران رود بخش مرکزی شهرستان تبریز واقع شده‌ است.

## امکانات
بیمارستان بزرگ کودکان تبریز (زهرا مردانی آذر) و بیمارستان چشم پزشکی (مهر خاوران) و بیمارستان جامع سرطان (نیمه کاره) نیز در زرنق ساخته شده است.تمامی شهرک خاوران در زمین های زرنق قرار دارند.روستای زرنق با جمعیت بیش از ۷۰۰۰ نفر،فاقد اتوبوس عمومی یا حتی ون برای حمل و نقل بود و ساکنین برای رفت و آمد به شهر مجبور به پرداخت هزینه زیادی بودند اما بالاخره در  ۱۸ مهر ۱۴۰۳ با موافقت و همکاری شرکت واحد اتوبوس رانی تبریز و حومه، ایستگاه اتوبوس حد فاصل زرنق، خاوران، راهنمائی(۲۹بهمن) احداث شد و الآن اتوبوس های شرکت واحد در حال خدمات رسانی در این محدوده هستند.
از دیگر امکانات نیز  باز شدن پای قطار شهری ( مترو)  به شهر جدید خاوران خواهد بود. در طرح توسعه خط ۲ مترو تبریز و گذر از منطقه خاوران و اضافه شدن ایستگاه خاوران به ایستگاه های خط ۲ مترو تبریز خواهد بود که نقطه مثبتی برای اطراف شهر جدید و مدرن خاوران است.

## جاذبه گردشگری
یکی از جاذبه‌های گردشگری در روستای زرنق، آرامگاه شیخ پیری است. این آرامگاه مکانی متبرک است که برای بازدید و عبادت زائران و انجام مراسمات مذهبی ارزشمند است. 

## آینده نزدیک زرنق
این روستا در زمینهایی پربار و زیبا قرار گرفته و همواره با تمیزی و آبادی بالا مورد توجه واقع می‌شود. از آنجا که روستای زرنق به شهرک خاوران پیوسته، بزودی به عنوان یک منطقه فاخر به شمار خواهد رفت و لقب روستایی برای همیشه از بین خواهد رفت 
روستای زرنق محل قرارگاه فعالیت‌های گردشگری در اطراف است. با بهره‌برداری از شهرک خاوران، منطقه رونق عمده‌ای یافته و به یک مجتمع توریستی متمایز و جذاب تبدیل خواهد شد. در این مجتمع بومگردی و تفریحی می‌توان علاوه بر برگزاری مراسمات مختلف، امکانات رفاهی و خدمات متنوعی را برای سفرها و مسافرت‌ها ارائه داد. با ایجاد امکانات گردشگری متنوع و منحصر به فرد، روستای زرنق در تمام فصول سال، جاذبه اصلی برای گردشگران خواهد بود.

## میزبانی شهرک خاوران
علاوه بر این، روستای زرنق میزبان شهرک خاوران است که در منطقه زرنق واقع شده است. این شهرک دارای زمین‌های وسیعی است که به ساخت و ساز مسکونی و تجاری اختصاص داده شده است. ساکنان و بازدیدکنندگان پروژه‌ها و املاک مختلف در این شهرک می‌توانند از امکانات و خدمات زندگی راحتی بهره‌مند شوند.

## میراث
کل شهرک خاوران در زمینهای این روستا واقع شده‌است. آرامگاه شیخ پیری در روستای زرنق قرار دارد.روستای زرنق یکی از آبادترین و تمیزترین روستاها در اطراف منطقه باسمنج است و طبق آمار پس از بهره برداری شهرک خاوران ، روستای زرنق نیز به شهرک خاوران ملحق شده ، و به باشکوه ترین منطقه تبدیل خواهد شد و لقب روستایی این روستا برای همیشه حذف خواهد شد . درحال حاضر هم لقب روستایی تقریبا به علت آبادی و ویلایی بودن حذف شده است. 

### سنگ های شیر
از دیگر آثار تاریخی زرنق میتوان به سنگ های شیر تاریخی که حاصل تراشیده دست انسان است نام برد ، که هم اکنون در درب های ورودی موزه بزرگ تبریز قرار داده شده اند.

## تقسیمات
پس از یک دعوای بزرگ در روستای زرنق توسط عهدنو ها که بزرگترین دعوای روستایی لقب گرفت ، این خانواده در مقابل چند طایفه بزرگ که با یکدیگر همکاری کرده بودند درگیر شد و به دعوای بسیار بزرگ تبدیل شد و در پایان  با موفقیت دوباره طایفه عهدنو مشهور به لقب محلی خودشان ( آلایار) بر چند طایفه هم دست زرنق، زرنق به دو بخش تقسیم شد، (اَشاباش) مخصوص آلایار و ( یوخا باش) .دو مسجد پس از دعوا در زرنق ایجاد شد که مسجد جامع اولین و قدیمی ترین مسجد است که در سال ۱۳۶۵  تخریب و بازسازی شد.و مسجد امیرالموئمنین(ع) نیز دومین مسجد زرنق محسوب میشود که پس از دعوا توسط خانواده (عهدنو) ایجاد شد که پس از مسجد جامع ساخته شده است  و در سال ۱۳۸۹ تخریب و بازسازی کردند که این مسجد بزرگترین مسجد زرنق است.
طبق آمار( تقریبی) ۶۳ درصد کل جمعیت زرنق را خانواده عهدنو
تشکیل داده است.

## جنگ تحمیلی
در جنگ تحمیلی زرنق ۳ شهید داده است:
- شهید محرم اکرمی
- شهید هادی عهدنو
- شهیدسعیدشعبانی